# تلویزیون ماهواره‌ای

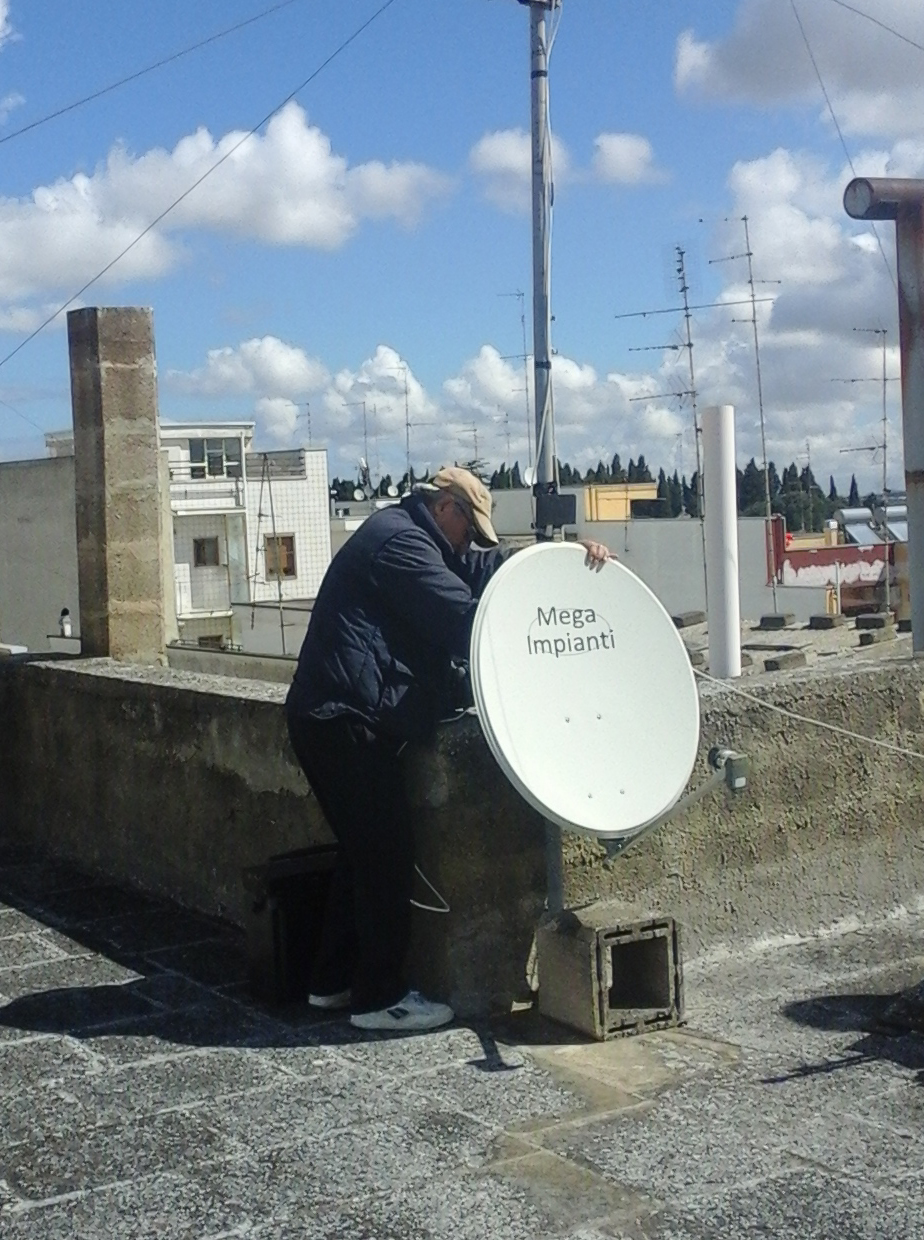
مردی در حال نصب آنتن گیرنده امواج ماهواره‌ای

تلویزیون ماهواره‌ای (به انگلیسی: Satellite television) به تلویزیونی گفته می‌شود که سیگنال‌های آن از طریق ماهواره مخابراتی پخش می‌شود و روی زمین توسط یک دیش ماهواره و رسیور قابل دریافت است. رسیور ماهواره می‌تواند یک گیرنده دیجیتال برای تلویزیون ماهواره‌ای باشد یا یک تیونر درون خود تلویزیون.
در بسیاری از مناطق جهان، حتی نقاطی که تلویزیون‌های زمینی و کابلی قابل استفاده نیستند، می‌توان از شبکه‌ها و سرویس‌های ماهواره استفاده کرد.
امروزه برای حذف مشکلات تنظیم آنتن زمینی و نیز برای زیبایی فضای شهری و حذف انبوه آنتن‌های روی پشت‌بام، کشورها از پکیج‌های ماهواره‌ای شبکه‌های داخلی خود استفاده می‌کنند.
داشتن ماهواره  در ایران به دستور علی خامنه ای رهبر ایران جرم است و دارنده ان ۲تا ۵ماه حبس دارد و محکوم به پرداخت ۶۰ الی ۱۵۰ میلیون جریمه است . مسئولیت شناسایی دارندگان ماهواره بر عهده ی ماموران سازمان امینتی و اطلاعاتی جمهوری اسلامی است

## در ایران

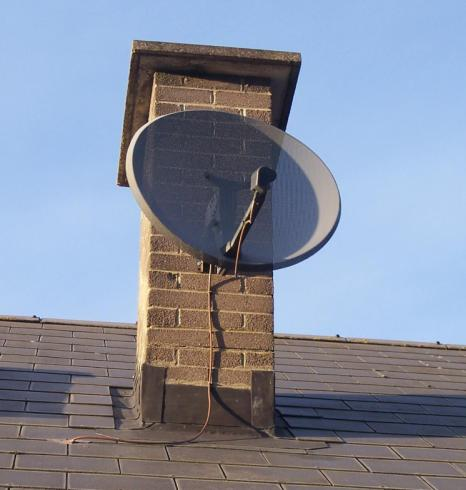
تصویر یک دیش

در موارد مختلفی در ایران مأموران بخش امنیت اخلاقی نیروی انتظامی اقدام به جمع‌آوری بشقاب ماهواره‌های شهروندان کرده‌اند که گاه با ورود به داخل منازل نیز همراه بوده‌است. همچنین نیروی انتظامی وعدهٔ برخورد شدید قانونی بر اساس قانون مبارزه با ماهواره با نصابان و فروشندگان ماهواره را داده است.
با این وجود علی جنتی، وزیر فرهنگ و ارشاد اسلامی ایران، در آذرماه ۱۳۹۲ ضریب استفاده از ماهواره در بین مردم تهران را ۷۱ درصد اعلام کرده بود.
مرکز پژوهش‌های مجلس شورای اسلامی در گزارش خود در مورد دیدگاهها و سیاست‌های مرتبط با ماهواره در ایران، ضمن بیان اینکه قانون منع استفاده از تجهیزات ماهواره‌ای از دیدگاه بسیاری از کارشناسان کارایی خود را از دست داده، تصویب قانونی جدید با رویکردی ثابت را یک نیاز دانسته است. در بخش دیگری از این گزارش به وجود ارتباط مستقیم بین نیازهای رسانه‌ای مردم و استفاده از ماهواره اشاره کرده‌است. بر طبق این گزارش تا نیمه دهه ۱۳۸۰ استفاده‌کنندگان ماهواره در ایران در پی تأمین نیاز سرگرمی بودند اما هم‌اکنون با رفع این نیاز از طریق شبکه‌های داخلی، نیاز به کسب خبر و تحلیل و تأمین فکری انگیزهٔ استفاده از برنامه‌های ماهواره‌ای است. این گزارش به افزایش تعداد شبکه‌های مبتنی بر آرا و دیدگاه‌های مختلف سیاسی و فکری و همچنین استفاده از ظرفیت فضای دیجیتال برای تأمین نیازهای رسانه‌ای مردم به عنوان راه حل اشاره شده‌است.

## تلویزیون ماهواره‌ای از دیدگاه دینی

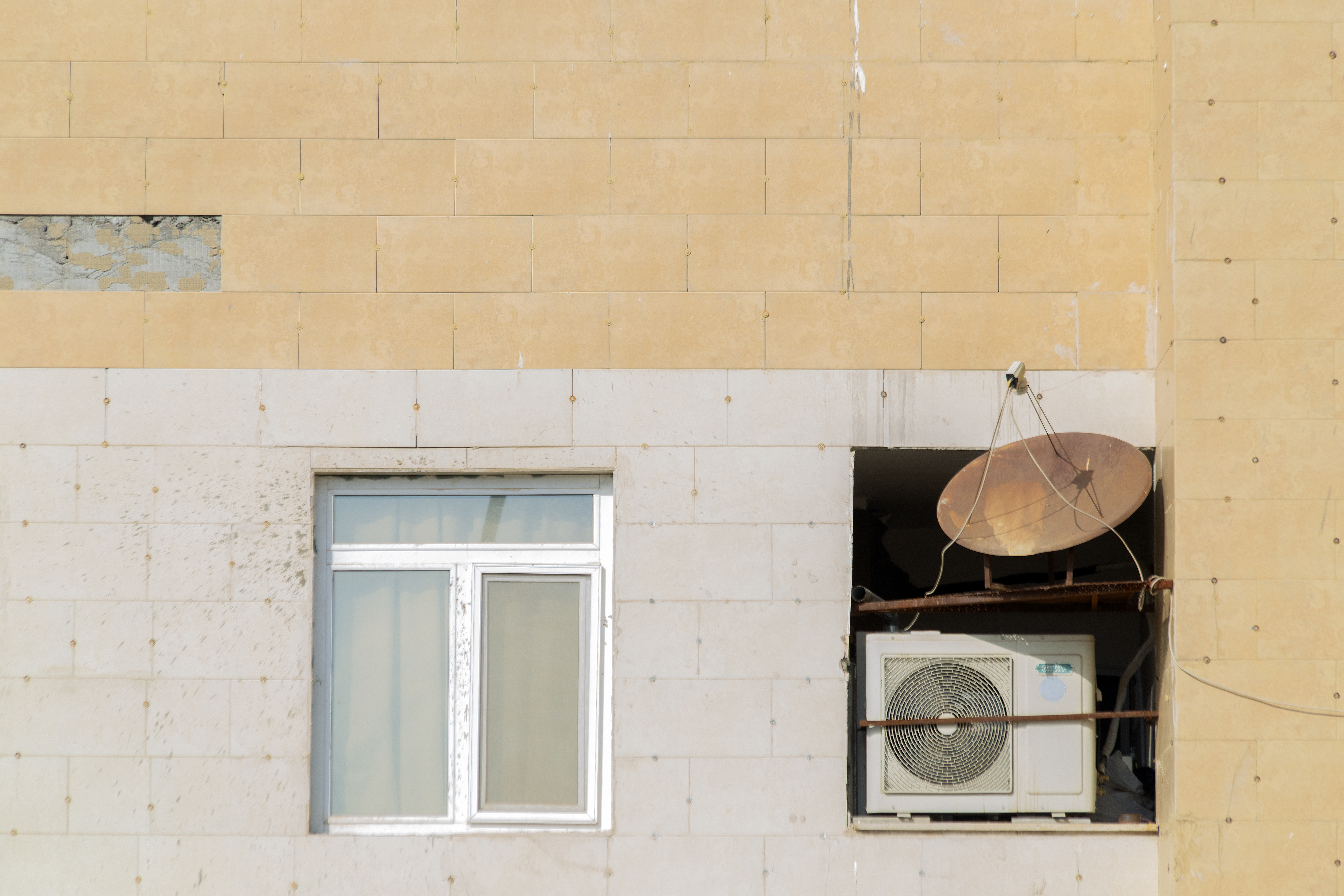
دیش ماهواره در شهرک پردیسان، از شهرک های مسکونی شهر مذهبی قم

طبق فتوای اکثر مراجع تقلید استفاده از ماهواره در امور حرام، حرام است و برای استفاده‌های حلال جایز است.
- سید علی خامنه‌ای: خرید و فروش و نگهداری آن برای استفاده در امور حرام، حرام است و برای استفاده‌های حلال جایز است؛ ولی چون این وسیله برای کسی که آن را در اختیار دارد زمینه دریافت برنامه‌های حرام را کاملاً فراهم می‌کند و گاهی نگهداری آن مفاسد دیگری را نیز در بر دارد، خرید و نگهداری آن جایز نیست مگر برای کسی که به خودش مطمئن است که استفاده حرام از آن نمی‌کند و بر تهیه و نگهداری آن در خانه‌اش مفسده‌ای هم مترتّب نمی‌شود. لکن اگر قانونی در این مورد وجود داشته باشد باید مراعات گردد.[۷]
- ناصر مکارم شیرازی: «آوردن این‌گونه وسایل در منازل که غالباً موجب فساد است جایز نیست و خرید و فروش آن حرام است.»[۸]
- سید محمدعلی علوی گرگانی: «استفاده از ماهواره در مصارف حلال همچون دیدن برنامه‌های مستند علمی، سیاسی و اجتماعی اشکال ندارد، اما اگر بدانید که ورود آن به خانه به مرور زمان موجب انحراف اخلاقی و دینی خود یا خانواده می‌شود یا موجب تغییر در سبک زندگی و سست شدن بنیان خانواده می‌شود، استفاده از آن حرام است.»[۹][۱۰]
- لطف‌الله صافی گلپایگانی: استفاده مشروع و مفید از آن اشکال ندارد ولی اگر معرض استفاده نامشروع و فساد اخلاق باشد جایز نیست. در این زمان که شرایط خاص رسانه‌ها و وسائل ارتباطی، صیانت اخلاقی و هویت اسلامی جامعه مخصوصاً نسل جوان را تهدید می‌کند همگان مخصوصاً بزرگان خانواده و عائله باید مراقبت نمایند که بستگان آن‌ها به این خطر که از خطر اعتیاد زیان‌بارتر است مبتلا نشوند و حیات اخلاقی آن‌ها محفوظ بماند.[۱۱]
- حسین وحید خراسانی: در صورتی که خوف انحراف عقیده یا سستی در مسائل شرعی نباشد یا ارتکاب حرام برای دیگران نیز پیش نیاید، با رعایت جهات شرعی، اشکالی ندارد.[۱۲]
- سید محمدصادق روحانی: برنامه‌های خلاف شرع آن از قبیل موسیقی، دیدن بدن برهنه زنان و از این قبیل امور، حرام است.[۱۳]
- سید محمدعلی علوی گرگانی: استفاده از ماهواره در مصارف حلال همچون دیدن برنامه‌های مستند علمی و سیاسی و اجتماعی اشکال ندارد اما اگر بدانید که ورود ان به خانه به مرور زمان موجب انحراف اخلاقی و دینی خود یا خانواده می‌شود یا موجب تغییر در سبک زندگی و سست شدن بنیان خانواده می‌شود استفاده از ان در حرام است.[۱۴]
- قربان‌علی محقق کابلی: اگر از برنامه‌های مفید و علمی و حلال آن استفاده کنند اشکال ندارد ولی اگر نتوانند جلو فرزندان را از برنامه‌های فاسد آن بگیرند، خریدن و نگهداری آن جواز ندارد.[۱۵]
- جعفر سبحانی: استفاده از برنامه‌های خبری و علمی اشکال ندارد، ولی چون غالب برنامه‌های آن مایهٔ گسترش فساد است، باید از خرید و فروش آن و همچنین از بهره‌گیری از آن اجتناب نمود.[۱۶]
- سید علی سیستانی: اگر بیم کشیده شدن خود یا بعضی از خانواده خود به استفاده آن در حرام باشد (مانند نگاه کردن به فیلم‌های لخت یا نیمه لخت) نگهداری آن جایز نیست.[۱۷]
- محمدعلی گرامی: استفاده از برنامه‌های مباح ماهواره اشکال ندارد.